# Condylostomatidae
Famille
Les Condylostomatidae sont une famille de Ciliés de la classe des Heterotrichea et de l’ordre des Heterotrichida.

## Étymologie
Le nom de la famille vient du genre type Condylostoma, de condyl- dérivé du grec κόνδυλος / kóndylos, « renflement d'articulation », et στομα / stoma, bouche, en référence à la forme du péristome de cet organisme.

## Liste des genres
Selon GBIF (24 janvier 2023) :
- Condylostoma Bory de St.Vincent, 1824 genre type

Mal orthographié Codyliostoma par Oken (1827)
Espèce type : Condylostoma patense Bory, 1924
- Condylostomides da Silva Neto, 1994
- Condylostomum genre invalide
- Copemetopus Villeneuve-Brachon, 1940
- Dellochus Corliss, 1960
- Electostoma Yankovskij, 1979
- Kondylostoma Stein, 1867 idem Condylostoma
- Linostomella Aescht, 1999
- Predurostyla Yankovskij, 1978
- Procondylostoma Yankovskij, 1979

## Systématique
Le nom valide de ce taxon est Condylostomatidae Kahl in Doflein & Reichenow, 1929.